# ورونا (حوزه سرشماری)، نیویورک
ورونا (به انگلیسی: Verona) یک منطقهٔ مسکونی در ایالات متحده آمریکا است که در نیویورک قرار دارد.